# Hiram Bingham I.

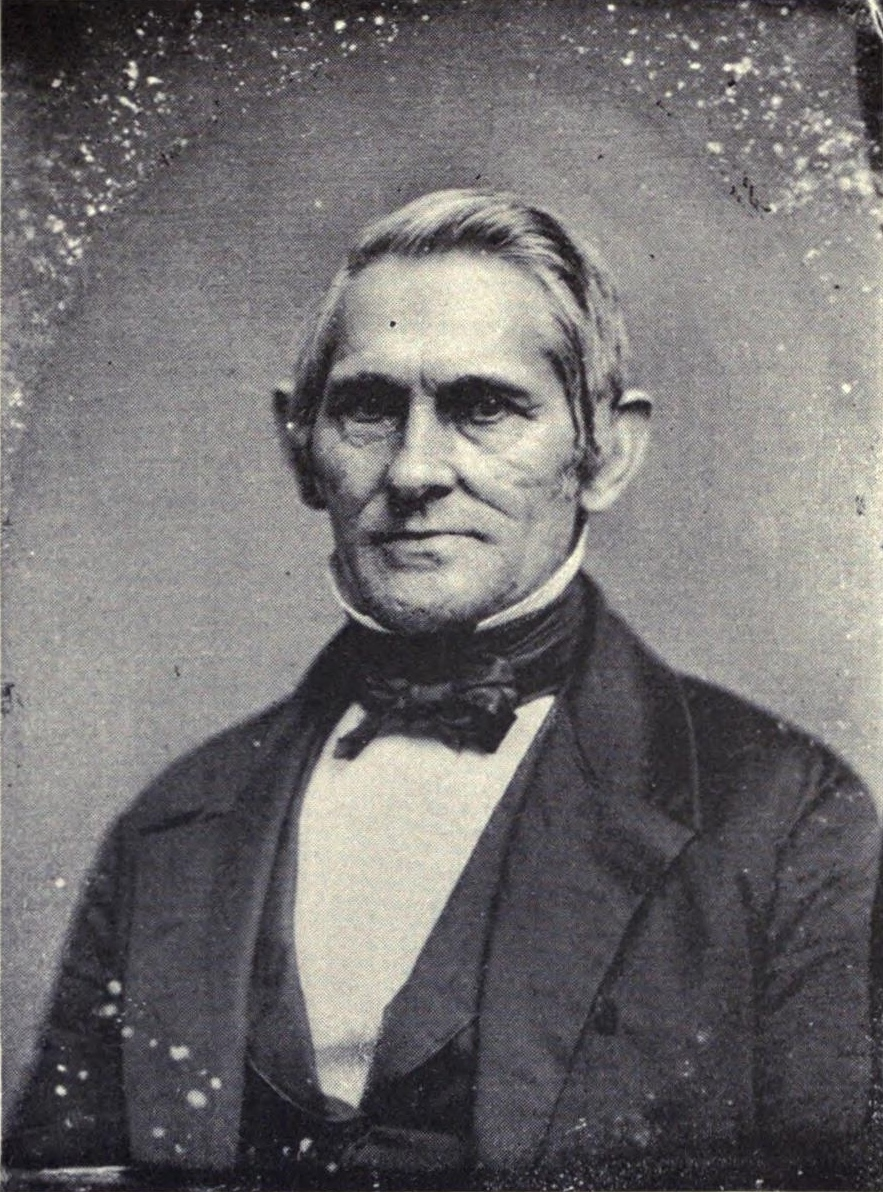
Hiram Bingham I.

Unterschrift von Bingham

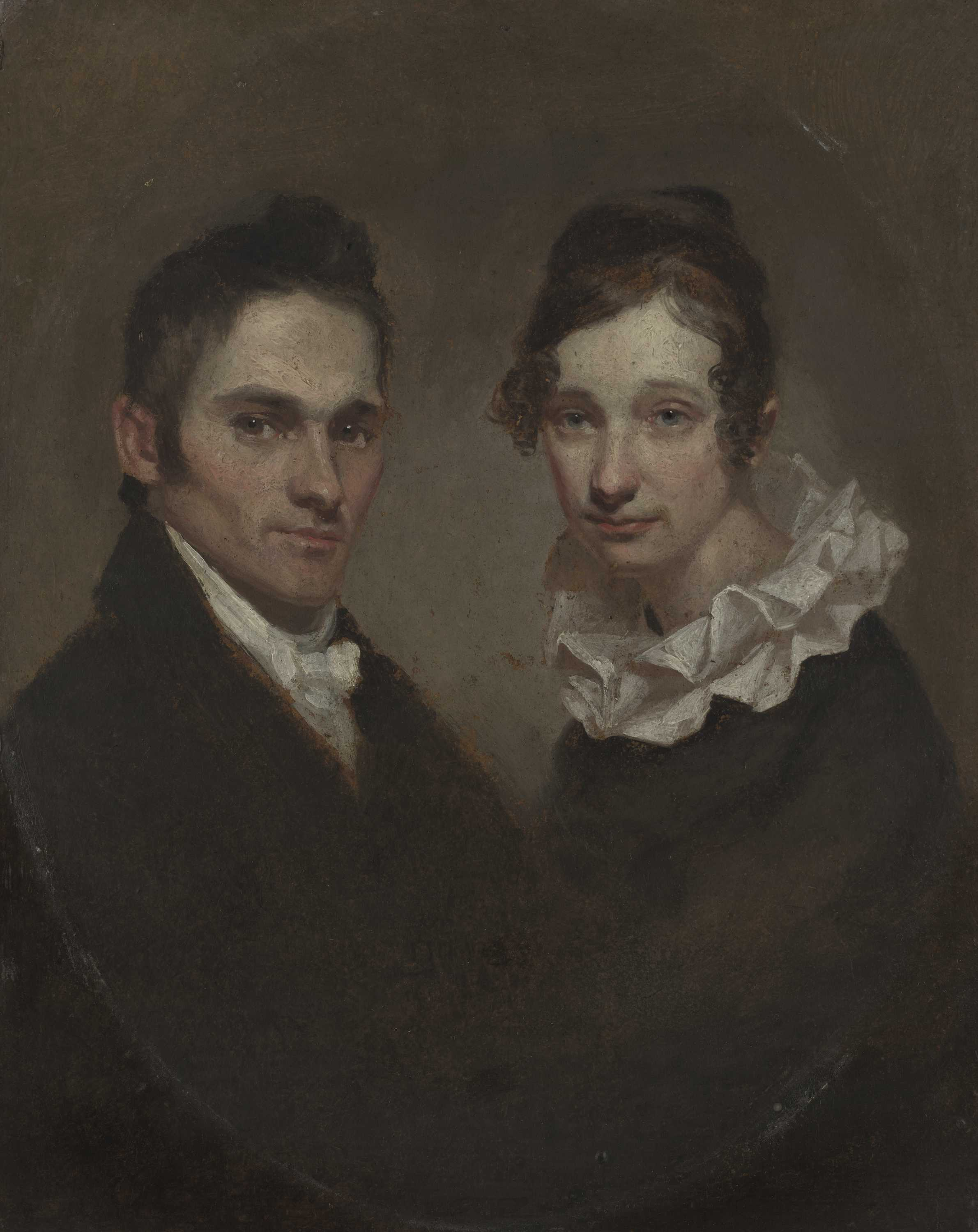
Porträt von Hiram & Sybil Moseley Bingham, Samuel Morse, 1819.

Hiram Bingham (Hiram Bingham I; hawaiisch: Binamu; * 30. Oktober 1789, Bennington, Vermont; † 11. November 1869) war der Leiter der ersten Gruppe amerikanischer protestantischer Missionare, die auf den Hawaii-Inseln wirkten. Wie viele andere Missionare kam er aus der Region Neuengland.

## Leben
Bingham war ein Nachkomme von Deacon Thomas Bingham, der 1650 in die amerikanischen Kolonien einwanderte und sich in Connecticut niederließ. Hiram Bingham wurde am 30. Oktober 1789 in Bennington, Vermont, geboren. Er war eines von dreizehn Kindern von Lydia und Calvin Bingham. Seine Ausbildung erhielt er am Middlebury College und dem Andover Theological Seminary.
Bingham entschloss sich in die Mission zu gehen. Aber seine erste Verlobte löste daraufhin die Verbindung. Um ausreisen zu können, musste Bingham jedoch verheiratet sein. Er fand eine neue Braut, Sybil Moseley, und am 23. Oktober 1819 schiffte sich das junge Paar in Boston auf der Brigg Thaddeus ein, zusammen mit Asa und Lucy Goodale Thurston, um eine Missionsgruppe auf den Sandwich Islands (Hawaii) für das American Board of Commissioners for Foreign Missions zu gründen.

## Hawaii
Bingham und seine Frau erreichten Hawaii 1820. Von dort segelten sie weiter nach Honolulu auf Oʻahu (19. April). 1823 verlangten Königin Kaʻahumanu und sechs Oberhäuptlinge die Taufe. Im selben Jahr erließ sie die ersten Gesetze, die sich an christlichen Ethiken und Werten orientierten. Unter anderem wurden Prostitution und Trunkenheit verboten. Die Handelsorganisationen und die Gemeinde der Ausländer distanzierten sich daraufhin von Bingham. Kaʻahumanu wurde am 5. Dezember 1825 an der Stelle getauft, an der heute die Kawaiahaʻo Church steht. Bingham verfasste zahlreiche Veröffentlichungen über die Eingeborenen und äußerte sich kritisch gegenüber deren Landbesitz-Verteilung (land-holding regime) und deren „state of civilization“. Bingham unterstützte die Einführung von market values zusammen mit dem Christentum. Diese Schriften werden heute von Historikern herangezogen um die imperialistischen Vorstellungen zu illustrieren, welche zu dieser Zeit zentral für die Einstellung der Vereinigten Staaten gegenüber den Südseenationen waren, in diesem Fall Hawaii.
Bingham war auch an der Schaffung des phonetischen Schriftsystems für die Verschriftlichung der Hawaiischen Sprache beteiligt und übersetzte einige Bücher der Bibel ins Hawaiische.
Darüber hinaus gründete er die Kawaiahaʻo Church in Honolulu auf der Insel Oʻahu. Die Kirche wurde zwischen 1836 und 1842 im für die Missionare typischen Neuengland-Stil erbaut. Sie ist eine der ältesten christlichen Kultstätten in Hawaiʻi.
Bingham nutzte auch seinen Einfluss bei Königin Kaʻahumanu um eine streng anti-katholische Politik in Hawaii zu fördern, wodurch zuerst die Arbeit des französischen katholischen Missionars Alexis Bachelot behindert wurde und in der Folge eine jahrzehntelange Verfolgung von Hawaiiern ausgelöst wurde, die zum Katholizismus konvertiert waren. Dies wurde zum Teil durch Gegnerschaft gegenüber der Ausbreitung des französischen Einflusses in Hawaii und zum Teil aus religiöser protestantisch-katholischer Rivalität gespeist.

## Rückkehr
Das Missionskomitee (board) war besorgt darüber, dass Bingham zu oft in die Politik eingriff und rief ihn zurück. Die Binghams verließen Hawaii am 3. August 1840 und erreichten Neuengland am 4. Februar 1841. Der Heimataufenthalt war als Sabbatical gedacht aufgrund von Sybils schlechter Gesundheit, aber das Board weigerte sich, Bingham erneut als Missionar auszusenden, sogar nach Sybils Tod am 27. Februar 1848. Bingham veröffentlichte seine Memoiren, A Residence of Twenty-One Years in the Sandwich Islands, 1847.
Bingham blieb in Neuengland, wo er als Pastor einer African-American-Gemeinde diente. 1852 verheiratete er sich erneut mit Naomi Morse, die eine Mädchenschule führte. Er starb am 11. November 1869 und wurde auf dem Grove Street Cemetery in New Haven, Connecticut, beigesetzt. Leonard Bacon hielt die Traueransprache bei seiner Beerdigung.

## Bibelübersetzung ins Hawaiische und Hymnen
Bingham war federführend in der Gruppe von Missionaren, zusammen mit Asa Thurston und Artemas Bishop, die die Bibel ins Hawaiische übersetzten. Das Neue Testament wurde 1832 veröffentlicht und das Alte Testament 1839. Das komplette NT/AT wurde 1868 nochmals revidiert und als Ka Baibola Hemolele (The Holy Bible) 2018 erneut veröffentlicht (Buch und E-Book).
Binamu (Bingham’s hawaiischer Name) verfasste auch hawaiische Kirchenlieder (hymns) wie zum Beispiel „Himeni Hope“ (Schlusslied, closing hymn): „Hoʻomaikaʻi i ka Makua Ke Akua o kakou“ (Blessings to the Father, the God of us all – Gesegnet sei der Vater, der Gott von uns allen). Auch die nach der Melodie Old Hundreth gesungene Doxology Hoʻonani i ka Makua mau wurde von ihm übersetzt und ist in Gesangbüchern enthalten.
Die Hymnen waren meist sehr ruhig und reflexiv, aber sehr kraftvoll. Sie werden in Hawaii noch immer gesungen.

## Vermächtnis
Binghams Sohn, Hiram Bingham II., war ebenfalls als Missionar im Kingdom of Hawaiʻi. Seine Tochter Lydia heiratete Titus Coan, der ebenfalls Missionar in Hawaii wurde.
Sein Enkel Hiram Bingham III. war ein Forschungsreisender und Politiker, der Machu Picchu bekannt machte. Später wurde er US-Senator und Gouverneur von Connecticut.
Sein Urenkel Hiram Bingham IV. war Vizekonsul in Marseille, Frankreich, während des Zweiten Weltkrieges. Er beteiligte sich an Rettungsaktionen für Juden. Ein anderer Großenkel, Jonathan Brewster Bingham, war langjähriger Abgeordneter (Reform Democratic Congressman) für The Bronx (1960er bis Anfang der 1980er).
Im Zweiten Weltkrieg wurde der Liberty-Frachter mit der hull number 1726 nach Hiram Bingham benannt.
Als Karikatur taucht Bingham auch im Roman Hawaii von James Michener auf. Dort trägt die Figur „Reverend Abner Hale“ seine Züge.

## Werke
- Bartimeus or the Sandwich Islands. 1851.
- He ninauhoike no ka mootelo o ka Palapala Hemolele. 1830.
- Ke Kauoha Hou. 1835.
- A residence of twenty-one years in the Sandwich Islands. 1847.
- Selected writings of Hiram Bingham (1814–1889), missionary to the Hawaiian Islands.

## Ehrungen
- Ein Mathematik-Gebäude der Punahou School ist nach Bingham benannt.
- Bingham Tract School war eine academically rigorous elementary school, die nach ihm benannt wurde und auf den Bingham lands bis Mitte der 1990er betrieben wurde.